# Kir'Shara
Kir'Shara is een aflevering uit de serie Star Trek: Enterprise. Deze aflevering is een vervolg van de aflevering Awakening.
Jonathan Archer en T'Pol proberen een relikwie te ontdekken, terwijl de Enterprise betrokken raakt bij een slag tussen Vulcans en Andorianen.

## Verloop van de aflevering
Als de USS Enterprise NX-01 in Andoriaans territorium aankomt, stopt het schip bij een nevel. Soval en Trip Tucker proberen te communiceren met Shran, die zich blijkbaar in de nevel verstopt. Later ontmoeten Soval en Shran elkaar aan boord van de Enterprise, waar Soval en Tucker hun best doen Shran ervan te overtuigen dat een vloot van de planeet Vulcan voorbereidingen treft voor het aanvallen van Andoriaanse ruimte bij Regulus. Shran is niet helemaal overtuigd dat ze de waarheid spreken, omdat Soval niet zomaar zijn eigen volk en overheid zou verraden.
Een conflict komt tot stand als Shran Soval laat ontvoeren. Dit lukt, en Shran gebruikt een apparaat dat het zenuwstelsel aantast om Soval te martelen. Hij verliest de controle over zijn emoties. Shran, die niet overtuigd is van de informatie die Soval verstrekte, eist dat hij de waarheid zegt. Soval benadrukt dat hij de waarheid spreekt, terwijl het martelapparaat op een steeds hogere stand wordt gezet, waardoor Soval steeds erger gemarteld wordt. Hij vertelt, terwijl hij gemarteld, wordt een verhaal over een legende van een bewaker van de Vulcaanse stad Gol. Deze bewaker liet een vijandig leger Gol vernietigen door zijn onoplettendheid. Nu betekent de naam van deze bewaker dwaas in het Vulcan, en Soval zegt erachteraan dat Shran later in de Andoriaanse taal dwaas zal betekenen, als hij niet naar hem luistert.
De Enterprise vindt de plaats waar Shran zich schuil houdt, en opent het vuur. Iets later gelooft Shran dat Soval de waarheid spreekt, en stopt de martelingen, en brengt hem terug naar de Enterprise. Door de martelingen raakt Soval in een coma in de ziekenboeg van het schip, waar Shran hem opzoekt.
op de planeet Vulcan zijn Archer, T'Pol en T'Pau op weg naar het Hoge Commando van Vulcan. T'Pau en T'Pol bespreken de dood van T'Les, de moeder van T'Pol, en T'Pol onthuld dat ze lijdt aan het Pa'nar syndroom. T'Pau vertelt dat het syndroom al in de tijd van Surak bekend was, en dat het ontstaat door een slecht uitgevoerde mind meld en geneeslijk is door een ervaren melder. (Iemand die mind melds of geestversmeltingen uitvoert) T'Pau versmelt met T'Pol, waardoor haar syndroom blijkbaar verholpen is.
Op hun weg naar het Hoge Commando komen ze verzet tegen, waardoor Archer en T'Pau van T'Pol gescheiden raken. T'Pol wordt gevangengenomen, en beweert dat de twee anderen naar Mount Seleya op weg zijn. Ze overtuigt haar tegenstanders, die op weg gaan met haar. Archer en T'Pau weten ze echter te overmeesteren, waardoor ze weer herenigd zijn. Als Archer één krijger weet uit te schakelen door hem in zijn schouder te knijpen, zegt T'Pau dat zijn "techniek verbetert".
Enterprise en de Andoriaanse vloot stellen zich op buiten het Andoriaanse systeem, waar ze de Vulcaanse vloot tegen het lijf lopen. Minister Kuvak van het Hoge Commando stelt V'Las ervan op de hoogte dat de Andorianen geen Xindi technologie in handen hebben, en slechts uitgerust zijn met deeltjeswapens. (Zie Awakening) Ze zouden hun aanval af moeten blazen. V'Las zegt dat hun leger al is uitgerust voor de missie en dat de strijd moet plaatsvinden. Na zijn order begint de strijd. De Vulcanen hebben twee keer zo veel schepen als de Andorianen.
Overste Tucker geeft de order Enterprise tussen de twee vloten te plaatsen, waar ze snel door het kruisvuur geraakt worden. Uiteindelijk, nadat de Enterprise op een Vulcaans schip vuurt om een zwaarbeschadigd Andoriaans schip te helpen, geeft V'Las de order om de Enterprise te vernietigen.
Terug op Vulcan komen Archer, T'Pol en T'Pau de kamer van het Hoge Commando binnengelopen. V'Las probeert ze tegen te laten houden door de beveiliging, maar Kuvak overmeestert snel een beveiliger en grijpt zijn wapen. Archer onthult aan de raad dat V'Las verantwoordelijk was voor de aanslag op de ambassade van Aarde. (Zie The Forge) Dit was een onderdeel van zijn plan om de Syrrannites te laten arresteren, zodat ze de Kir'Shara niet zouden vinden. Ondanks dat V'Las zegt dat de Kir'Shara een mythe is, kan Archer het activeren, waardoor de gehele leer van Surak holografisch getoond wordt. V'Las probeert de Kir'Shara te vernietigen, maar wordt verdoofd door Kuvak met het wapen dat hij van de beveiliger had afgepakt. Dan geeft Kuvak de order aan de vloot dat ze het gevecht moeten staken.
Aan boord van de Enterprise worden ze hevig geraakt door schoten van de Vulcans, maar dit stopt plotseling, doordat de Vulcans niet meer schieten. Later komt Koss nog binnen, die T'Pol verlost van hun huwelijk. In het gebouw van de Hoge Commando verwijderd een priester de katra uit Archer. Soval vertelt aan Archer dat het Hoge Commando van Vulcan ontbonden zal worden en dat het tijd wordt voor Aarde om op zijn eigen benen te staan, waardoor de Vulcans ze niet meer in de gaten zullen houden. T'Pau zal een belangrijke functie krijgen binnen de Vulcaanse politiek.
In een grot ontmoet V'Las met een Romulaan V'Las is boos dat Archer niet door ze is vermoord. De Romulaan raadt hem aan te wachten; als hij nu verdwijnt zou het te veel opvallen. Hij zegt dat de hereniging tussen Vulcan en Romulus slechts een kwestie van tijd is.

## Quotes
"Tell Archer that's two he owes me!"
"Zeg tegen archer dat hij dubbel bij me in het krijt staat!"
- Shran
"How do you feel? "
"Hoe voel je je?"
- Shran tegen Soval nadat Shran zijn martelmachine activeert.
"Open a channel."

"To where?"

"The nebula."
"Open een kanaal."
"Waarnaartoe?"
"De nevel."
- Soval tegen Tucker
"It's time for Earth to stand on its own."
"Het wordt tijd dat Aarde op zijn eigen benen gaat staan."
- T'Pau

## Acteurs en referenties

### Hoofdrollen
- Scott Bakula als kapitein Jonathan Archer
- John Billingsley als dokter Phlox
- Jolene Blalock als overste T'Pol
- Dominic Keating als luitenant Malcolm Reed
- Anthony Montgomery als vaandrig Travis Mayweather
- Linda Park als vaandrig Hoshi Sato
- Connor Trinneer als overste Charles "Trip" Tucker III

### Gastrollen
- Robert Foxworth als V'Las
- Jeffrey Combs als Shran
- John Rubinstein als Kuvak
- Gary Graham als Soval
- Michael Reilly Burke als Koss
- Kara Zediker als T'Pau
- Todd Stashwick als Talok
- Jack Donner als de priester

### Stuntdubbels
- Vince Deadrick, Jr. als stuntdubbel voor Scott Bakula
- Diana Lee Inosanto als stuntdubbel voor Kara Zediker
- Jeff Wolfe als stuntdubbel voor Todd Stashwick
- Boni Yanagisawa als stuntdubbel voor Jolene Blalock